# Manuel Gálvez

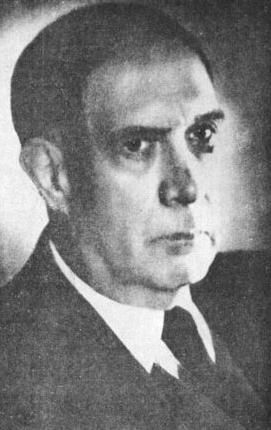
Manuel Gálvez.

Manuel Gálvez, född 18 juli 1882, död 14 november 1968, var en argentinsk poet och författare.
Som poet hade Galez Paul Verlaine som förebild, som romanförfattare Émile Zola och Fjodor Dostojevskij. Bland hans romaner märks El mal metafísico (1918) och Nacha regules (1919), en realistisk men på samma gång rörande skildring av den under världen i Buenos Aires. Senare behandlade Gálvez främst historiska ämnen, bland annat scener ur Trippelallianskriget.